# Kaisenhaus
Als Kaisenhaus bezeichnet man in den Parzellengebieten Bremens nach dem Zweiten Weltkrieg gebaute Wohnhäuser. Der damalige Bürgermeister Wilhelm Kaisen erlaubte aufgrund der Wohnungsnot, in den Kleingärtengebieten Häuser zum dauernden Wohnen zu bauen.

## Geschichte
Im Zweiten Weltkrieg wurden 61 % der Bremer Wohnungen zerstört. Wegen des großen Wohnungsmangels erlaubte Bürgermeister Kaisen den Bau von Wohnhäusern in den Kleingärtengebieten. Zuvor haben sich Bremer in 1.000 illegalen Wohnhäusern dort versteckt. Heute leben noch 500 Bremer in ihren Parzellenhäuschen. 18.000 Kleingartenbesitzer gibt es in der Hansestadt.

## Kaisenhäuser gegen die Wohnungsnot
„Um die Wohnungsnot im ausgebombten Bremen zu lindern, erließ [Kaisen] eine Notverordnung. Fast ohne Rücksicht auf bürokratische Vorgaben, sollte jeder ein Haus bauen, der es könne. Hunderte kleiner Wohngebäude entstanden daraufhin in Bremer Kleingartenkolonien. Zehntausende Menschen lebten in der Nachkriegszeit in solchen Kaisenhäusern. Heute ist das Wohnen in Kleingartengebieten weitgehend verboten. Kaisenhäuser bilden keine Ausnahme. Angestammte Bewohner ... haben jedoch das Recht, weiter in den Gebäuden zu leben. „Wenn ich das Grundstück verkaufen oder vererben würde, müsste das Haus allerdings abgerissen werden“, erklärt [eine Anwohnerin]. In den meisten Fällen übernimmt die Stadtgemeinde Bremen diese Aufgabe. Allerdings kann es mitunter dauern, bis die Behörden aktiv werden. Man habe „im Rahmen der verfügbaren Haushaltsmittel“ zu agieren, heißt es in einer Dienstanweisung des Bauressorts. Auch einen Rechtsanspruch auf die Übernahme der Abbrucharbeiten durch die Stadt gibt es nicht.“

Ein Zimmermann berichtet über den Bau seines Kaisenhauses: Gebaut wurde auf der umgepflügten Weide eines Bauern. Bauzeichnungen fertigte ein angehender Architekt. Baustoffe kamen von einem Baustoff- und einem Kohlenhändler, oder sie wurden aus Trümmern aufbereitet. Das Haus erstellte er weitgehend allein nach Feierabend, an Wochenenden, im Urlaub, und andere Kaisenhaus-Bauherren aus der Nachbarschaft halfen. Es wird berichtet, dass die Stadt ursprünglich nur eine Fläche von 20 m² erlaubte. Erst später wurden daraus 50–60 m². Elektrizität war von Anfang an vorhanden, Wasser musste zunächst von einem Wasserverteiler geholt werden. Geheizt wurde mit Holz und Kohle – zum Kochen wurde später Propangas verwendet. An die Stadt musste ein „Wohnlaubengeld“ von 200 DM jährlich gezahlt werden.

## Abriss von Kaisenhäusern
In den Kaisenhäusern haben Menschen ein „Auswohnrecht“ – sie dürfen bis zum Auszug oder ihrem Tod dort wohnen. Dieses Recht ist nicht übertragbar. Anfang des Jahres 2013 wurde ein Kaisenhaus im Bremer Stadtteil Woltmershausen geräumt und abgerissen. Danach regte sich Widerspruch, die Linke sprach sogar von „Vertreibungspolitik“. Der Bausenator wies darauf hin, dass die Bauverwaltung sich an geltende Senatsbeschlüsse gehalten habe. SPD und Bündnis 90/Die Grünen einigten sich darauf, dass der Senat ein „Konzept zum Wohnen in Kleingartengebieten“ vorlegen solle, bevor weitere Häuser geräumt oder abgerissen würden.

## Kaisenhaus-Museum
Auf Initiative des Bremer Frauenmuseums und des damaligen SPD-Fraktionsvorsitzenden in der Bremischen Bürgerschaft Jens Böhrnsen und in Zusammenarbeit mit Mitgliedern des Stadtteilbeirates Walle, wurde 2006 ein historisches Kaisenhaus vor dem Abriss bewahrt, um einen Erinnerungsort zur Geschichte der Bremer Kaisenhäuser zu schaffen. Am Behrensweg 5a kann man eine Ausstellung in den Räumen eines ehemaligen Kaisenhauses besuchen. Die sonntäglichen Öffnungstermine sind der Präsentation im Internet zu entnehmen.

## Einzelbelege
1. ↑  Die Geschichte der Kaisenhäuser. Abgerufen am 20. Mai 2012.
2. ↑  Über Versuche, die Kaisenhäuser „zu entwohnen“, die es immer wieder gab, kann man hier nachlesen: Die Geschichte der Kaisenhäuser. Abgerufen am 20. Mai 2012.
3. ↑  Manche Kaisenhausbesitzer wehrten sich verzweifelt gegen einen Abriss ihres Hauses: Die Stadt jagt mich aus meinem Kaisenhaus. In: BILD. Abgerufen am 20. Mai 2012.
4. ↑  Kirsten Tiedemann, Bremens Kaisenhäuser – Mehr als ein Dach über dem Kopf, Band 16 der Schriftenreihe des Bremer Zentrums für Baukultur, Bremen 2012
5. ↑  Bericht über den Bau des Hauses von M. Meints, Chronik Horn-Lehe
6. ↑  Wigbert Gerling: Abriss von Kaisenhäusern gestoppt. In: Weser-Kurier, 13. März 2013
7. ↑  Antwort des Bremer Senats auf die Große Anfrage der Fraktion Die Linke vom 18. Juni 2013: Drucksache 18/969 (PDF; 116 kB)
8. ↑  Kaisenhaus 2012. Bremer Frauen Museum, abgerufen am 20. Juni 2022.
9. ↑  Aktuelles/Öffnungstage. In: www.kaisenhaus.de. Verein Kaisenhäuser e.V., abgerufen am 20. Juni 2022.